# Tomasz Jankowski (koszykarz)
Tomasz Jankowski (ur. 25 lipca 1972 w Poznaniu) – polski koszykarz występujący na pozycji silnego skrzydłowego lub centra. Mistrz Polski z 1990, siedmiokrotny wicemistrz kraju, trzykrotny brązowy medalista mistrzostw Polski w koszykówce. 61-krotny reprezentant Polski i wieloletni kapitan reprezentacji. Siedmiokrotny uczestnik Meczu Gwiazd Polskiej Ligi Koszykówki.
W ciągu całej kariery wystąpił w 456 meczach Polskiej Ligi Koszykówki, w których zdobył w sumie 6518 punktów.
W 1995, podczas meczu gwiazd, uczestniczył także w konkursie wsadów.
Karierę zaczynał w Lechu Poznań. W Polskiej Lidze Koszykówki zadebiutował w 1989 roku. Po pięciu sezonach gry w Poznaniu został koszykarzem Nobilesu Włocławek. W klubie tym, z roczną przerwą w sezonie 1997/98 gdy grał w zespole Bobrów Bytom, występował do 2001. Karierę zakończył w 2003, jako zawodnik Prokomu Sopot. Przyczyniła się do tego głównie przewlekła kontuzja biodra.
W seniorskiej reprezentacji Polski debiutował na początku lat 90. i grał w niej przez dekadę, pełniąc funkcję jej kapitana między innymi na Mistrzostwach Europy w Koszykówce Mężczyzn 1997 (7. miejsce). 11 listopada 1992, podczas spotkania eliminacyjnego do Mistrzostw Europy w Koszykówce Mężczyzn 1995 z reprezentacją Portugalii, po wykonaniu wsadu doznał poważnej kontuzji. Wadliwie wykonana obręcz kosza ucięła mu wówczas pół małego palca lewej dłoni. Mimo urazu, do 2003 kontynuował karierę sportową.
Po jej zakończeniu był komentatorem stacji Polsat Sport. W sezonie 2009/10 był asystentem trenera w klubie PBG Basket Poznań. Po zwolnieniu Eugeniusza Kijewskiego z funkcji głównego trenera poprowadził drużynę z Poznania w jednym spotkaniu ligowym. W lipcu 2010 został asystentem Tomasza Herkta w Zastalu Zielona Góra. W lutym 2011, po zwolnieniu Herkta, Jankowski został pierwszym trenerem Zastalu Zielona Góra, który prowadził do końca rozgrywek ligowych w sezonie 2010/11. W czerwcu 2011 przedłużył z Zastalem kontrakt na kolejne dwa sezony (2011/12 i 2012/13). Z funkcji tej został zwolniony 28 grudnia 2011. Jego następcą został Serb Mihailo Uvalin, a Jankowski ponownie objął posadę asystenta trenera Zastalu Zielona Góra.

## Osiągnięcia
Na podstawie, o ile nie zaznaczono inaczej.
Drużynowe
- Mistrz Polski (1990)
- Wicemistrz:
  - FIBA EuroCup Challenge (2003)
  - Polski (1991, 1999–2003)
- 3-krotny brązowy medalista mistrzostw Polski (1994, 1995, 1998)
- 2-krotny zdobywca Pucharu Polski (1995, 1996)
- Finalista:
  - Pucharu Polski (1998)
  - Superpucharu Polski (2001)

Indywidualne
- Zaliczony do I składu:
  - PLK (1997)
  - najlepszych polskich zawodników PLK (2000)
- Uczestnik:
  - meczu gwiazd (1994, 1995, 1996, 1996, 1998, 1999, 2000)[21]
  - meczu gwiazd Polska – Gwiazdy PLK (2 x 1997, 1999, 2000)
  - konkursu wsadów (2 x 1996)
- Członek Drużyny trzydziestolecia Anwilu Włocławek (2022)[22]

Reprezentacja
- Uczestnik mistrzostw Europy:
  - 1997 – 7. miejsce
  - U–22 (1992 – 11. miejsce)
  - U-18 (1990 – 6. miejsce)
  - U–16 (1989 – 11. miejsce)
  - kwalifikacji do:
    - igrzysk olimpijskich (1992)
    - Eurobasketu (1999, 2001)

Trenerskie
Asystent trenera
- Mistrz Polski (2013)
- Brązowy medalista mistrzostw Polski (2012)
- Finalista Pucharu Polski (2012)
- 2-krotny asystent trenera podczas meczu gwiazd (2007, 2013)

## Statystyki w Polskiej Lidze Koszykówki
| Sezon   | Drużyna            | M  | S5 | MPG  | FG%   | 3P%   | FT%   | RPG | APG | SPG | BPG | PPG  |
| ------- | ------------------ | -- | -- | ---- | ----- | ----- | ----- | --- | --- | --- | --- | ---- |
| 1989/90 | Lech Poznań        | 1  | ?  | ?    | ?     | ?     | ?     | ?   | ?   | ?   | ?   | 0,0  |
| 1990/91 | Lech Poznań        | 27 | ?  | ?    | ?     | ?     | ?     | ?   | ?   | ?   | ?   | 10,0 |
| 1991/92 | Lech Poznań        | 41 | ?  | ?    | ?     | ?     | ?     | ?   | ?   | ?   | ?   | 13,0 |
| 1992/93 | Lech Poznań        | 24 | ?  | ?    | ?     | ?     | ?     | ?   | ?   | ?   | ?   | 21,0 |
| 1993/94 | Lech Poznań        | 33 | ?  | ?    | ?     | ?     | ?     | ?   | ?   | ?   | ?   | 20,2 |
| 1994/95 | Nobiles Włocławek  | 31 | ?  | ?    | ?     | ?     | ?     | ?   | ?   | ?   | ?   | 18,9 |
| 1995/96 | Nobiles Włocławek  | 33 | ?  | ?    | ?     | ?     | ?     | ?   | ?   | ?   | ?   | 17,5 |
| 1996/97 | Nobiles Włocławek  | 38 | ?  | ?    | ?     | ?     | ?     | ?   | ?   | ?   | ?   | 19,9 |
| 1997/98 | Bobry Bytom        | 50 | ?  | ?    | ?     | ?     | ?     | ?   | ?   | ?   | ?   | 11,8 |
| 1998/99 | Nobiles Włocławek  | 39 | ?  | 29,8 | 69,2% | 37,5% | 75,7% | 6,9 | 1,8 | 2,2 | 0,5 | 15,4 |
| 1999/00 | Nobiles Włocławek  | 42 | ?  | 29,2 | 64,9% | 15,2% | 72,8% | 5,3 | 0,5 | 0,9 | 0,4 | 14,5 |
| 2000/01 | Nobiles Włocławek  | 37 | ?  | 20,8 | 56,5% | 46,2% | 71,7% | 4,0 | 1,1 | 0,8 | 0,1 | 9,3  |
| 2001/02 | Prokom Trefl Sopot | 40 | ?  | 22,2 | 62,6% | 36,8% | 64,8% | 4,0 | 0,6 | 0,7 | 0,2 | 9,0  |
| 2002/03 | Prokom Trefl Sopot | 20 | ?  | 15,3 | 60,0% | 19,2% | 71,4% | 3,1 | 0,9 | 0,5 | 0,3 | 6,2  |